# 林琼光
林琼光（1934年9月—2019年7月26日）中国口腔医学专家，原中央保健会诊专家，第九届全国政协委员，北京医科大学侨联主席，原北京大学口腔医学院院务委员、特诊科主任、教授、主任医师。

## 生平
出生于越南胡志明市，1956年毕业于法国巴黎牙医学院。